# يابال
يابال أو يافال أو چبل أو ياربال أو ياربعل أو جابال أو يوڤيل أو يوباب (بالعبرية: יָבָל) هو شخصية توراتية مذكروة في سفر التكوين 4 : 20. وهو من سلالة قاييل، وهو ابن لامك وعادة، وشقيق يوبال، الأخ غير الشقيق لتوبال قابين ونعمة امرأة نوح. يوصف بأنه أول من سكن الخيام ورعى الماشية.
يفسر فرانسيس نايجل لي سفر التكوين 4:20 بان يابال «رائد رعي الماشية والتكنولوجيا الزراعية». بينما يرى غوردون وينهام أن يابال «والد نمط الحياة البدوية»، وأن هذا «يمثل تقدمًا ثقافيًا».
يذكر في كتاب اليوبيلات ان قينان بن أنوش بن شيث بن ادم تزوجت من بيرتات بن كوتون بن ياربال وفسر البعض ان ياربال هو تحريف لاسم يابال بن لامك بن متوشائيل بن محويائيل بن عيراد بن خنوك بن قايين (( قابيل ))  بن آدم